# Сегундо Дурандал
Сегундо Дурандал (на испански: Segundo Durandal) е боливийски футболист-национал, защитник. Участник на Световното първенство в Уругвай през 1930 г., където Боливия отпада с голова разлика 0 – 8.
Роден е на 17 март 1912 г. Дурандал е един от най-младите футболисти, играли някога на световно първенство по футбол. Играл е в отборите на Сан Хосе Оруро и Боливия Инглес.